# 왕훙원
왕훙원(王洪文,왕홍문, 1935년 12월 6일 ~ 1992년 8월 3일)은 문화대혁명 시기에 활약한 중화인민공화국의 정치인으로, 사인방 중 일원이었다.

## 생애
1935년 일본 제국이 세운 괴뢰 국가인 만주국의 당시 수도였던 신징(현재의 지린성 창춘시)의 빈농층 가정에서 5남매 가운데 맏아들로 출생하였다. 왕훙원은 가난한 집안 사정 때문에 어렸을 때부터 부유한 집에 들어가 돼지를 키웠고 정규 교육은 3개월 남짓 사숙에서 배운 것이 전부였다.
1951년 4월 창춘 시 인민 정부가 한국 전쟁에 파병된 중국인민지원군을 모집한다는 소식을 듣고 입대하여 압록강을 도하, 제27군 제80사단에 배속되었다. 여기에서 호위병과 통신병을 담당하였다. 1952년 부대가 장쑤성 소재 우시로 교대 배치되어 중국으로 돌아왔다. 1956년 제대후, 상하이 면화(棉花) 17 공장의 보위과 간부가 되었다.
문화대혁명 시기인 1966년 11월 6일 상하이에서 조반파(造反派, 문혁을 지지하는 모임)를 조직하고, 이를 "상하이 노동자 혁명 조반 총사령부"(上海工人革命造反总司令部,상해 공인 혁명 조반 총사령부) 이라고 칭하며 총사령관에 올랐다. 1967년 2월 24일 상하이 시의 혁명위원회 부주임이 되었고, 4월에는 상하이 면화 제17공장의 혁명위원회 주임이 되었다.1968년 1월, 상하이시 방직국의 혁명위원회의 제1소집인에 올랐다.
1969년 4월 중국공산당 제9차 당대회에서 왕은 중앙위원에 선출되었다. 1973년 8월, 중공 제10차 당대회에서도 중앙위원에 선출되었으며, 서열은 마오쩌둥과 저우언라이 다음이어서 광범위하게 주목을 받았다. 또한 제10차 당대회의 제1차 전체회의에서 중앙 정치국 위원이 되었고, 중앙정치국 상위, 중앙위원회 부주석에 올라 린뱌오 몰락 이후, 장칭 등의 사인방과 함께 문화대혁명을 이끌었다. 그러나 마오쩌둥 사망 직후 1976년 10월 화궈펑 주석의 명령으로 사인방의 다른 멤버들과 함께 체포되어 조사를 받았다.
1977년 7월 중국공산당 제10차 중앙위원회 제3차 전체회의는 "장칭, 장춘차오, 야오원위안, 왕훙원 반당집단에 대한 결의"를 통과시켜, 왕훙원을 당에서 영구제명하고, 당내 모든 직함을 박탈하였다. 1981년 1월 중화인민공화국 최고인민법원 특별법원은 피고인 왕훙원에게 무기징역형을 선고하는 한편 그의 정치적 권리를 영구 박탈하였다.
그 후 그는 계속 감옥소에서 복역하다가 1992년 8월 3일 옥중에서 병사하였다.
1. ↑  “왕홍문, 「반등」 주도”. 1976년 4월 1일. 2023년 1월 5일에 확인함.